# Renault RE50
Der Renault RE50 ist ein Formel-1-Rennwagen von Renault aus dem Jahr 1984. Er markierte den Abstieg des Herstellers von der Spitze ins Mittelfeld.
Der Wagen kam ausschließlich in der Saison 1984 zum Einsatz und es wurden keine RE50 an Kundenteams verkauft. Alle Fahrzeuge wurden von einem Renault-Gordini-EF4-Turbomotor angetrieben.

## Geschichte

### Hintergrund
Zum Beginn der 1980er-Jahre hatten sich die Renault-Formel-1-Wagen von kaum konkurrenzfähigen Experimenten im Jahr 1977 und 1978 zu Spitzenfahrzeugen entwickelt und durch das vom Hersteller erstmals in die Formel 1 eingeführte Konzept der Motoren mit Turboaufladung die weitere Entwicklungsrichtung auch bei der Konkurrenz vorgegeben. In der von Tragik überschatteten Saison 1982 verloren die Fahrer mit dem unzuverlässigen Renault RE30 insgesamt fünf potentielle Siege und viele WM-Punkte, die am Saisonende entscheidend fehlten. Mit dem RE40 hatte das Team in der Saison 1983 einen weltmeisterschaftstauglichen und zuverlässigen Wagen, verpasste beide Titel aber knapp unter unglücklichen Umständen. Insbesondere die Niederlage von Alain Prost gegen den mit den M11/12-Turbomotoren von BMW ausgestatteten Brabham-Fahrer Nelson Piquet sorgte bei Renault für Unbehagen, da BMW erst ein Jahr zuvor neu in die Formel 1 eingestiegen war und somit mit deutlich weniger Vorlauf- und Entwicklungszeit einen Titel gewonnen hatte. Prost wurde seitens Renault daran eine Mitschuld gegeben. Dieser bezeichnete anschließend die Weiterentwicklung des RE40 als zu konservativ und dadurch ineffektiv, weshalb es wenige Tage nach Saisonende zur Trennung der Partner kam.

### Renneinsätze (1984)
Der RE50 war schon zum ersten Lauf der Formel-1-Weltmeisterschaft 1984, dem Großen Preis von Brasilien, rennbereit. Durch die Verpflichtung zweier neuer Fahrer sowie die Nutzung einer neuen Motorengeneration sollte ab 1984 ein Neuanfang eingeläutet werden. Als erster Fahrer wurde Alain Prost von Patrick Tambay abgelöst, der bereits einige Formel-1-Erfahrung hatte. Zweiter Fahrer wurde der hoch eingeschätzte Nachwuchs Derek Warwick, der in den Vorjahren für Toleman gestartet war. In den ersten Saisonrennen zeichnete sich bereits der Saisonverlauf ab; Die RE50 waren schnell, litten aber wie auch die Kundenteams Équipe Ligier und Team Lotus vor dem Hintergrund des zur Saison 1984 neu verabschiedeten Regelkataloges, der Nachtanken bei Boxenstopps verbot und den maximalen Tankinhalt aller Wagen auf 220 Liter begrenzte, unter den verbrauchsintensiven EF4-Motoren. Renault gelang erstmals seit der Saison 1978 kein Sieg, die besten Ergebnisse waren drei zweite Plätze, wovon Warwick zwei und Tambay einen erzielte. In Frankreich erzielte Tambay die letzte Pole-Position, verlor das Rennen aber durch einen strategischen Fehler an Niki Lauda. Das Saisonziel, WM-Titel zu gewinnen, war für Renault in weite Ferne gerückt. Mit dem fünften Platz in der Konstrukteurswertung fiel Renault sogar hinter das Kundenteam Lotus zurück, die Dritter wurden. Teamintern setzte sich Warwick mit 23 zu 11 Punkten gegen Tambay durch. Der zum letzten Saisonrennen in Portugal einmalig in einem Drittwagen gemeldete Testfahrer Philippe Streiff blieb punktelos.

## Technik
Der Renault RE50 war eine Weiterentwicklung des RE40 aus der Vorsaison und entstand wieder um den technischen Direktor Bernard Dudot, den Chefdesigner Michel Tétu und Chefaerodynamiker Jean-Claude Migeot. Große Innovationen gab es nicht. Das Monocoque, in das der Motor als tragendes Teil einbezogen war, bestand aus kohlenstofffaserverstärktem Kunststoff, erwies sich aber stellenweise als zu schwach konstruiert. Die Fahrer wurden bei Unfällen mehrmals durch seitlich ins Cockpit eindringende Teile der Vorderradaufhängung verletzt; Tambay brach sich in Monaco gar das linke Bein und musste ein Rennen aussetzen.
Für die Motorisierung kam der Renault-Gordini-EF4-Sechszylindermotor mit 1,5 Litern Hubraum, Bi-Turbolader und 90° Zylinderbankwinkel zum Einsatz, der den seit 1977 verwendeten EF1-Motor ablöste. Gordini ist eine Hommage an Amédée Gordini, der lange Zeit die Motorsportaktivitäten Renaults verantwortete und in den 1950er Jahren ein eigenes Formel-1-Team unterhalten hatte. EF nimmt Bezug auf den engen Entwicklungspartner Elf Aquitaine. Der mit über 800 PS bzw. ca. 600 kW sehr leistungsstarke Motor konnte aufgrund seines hohen Benzinverbrauchs nie auf voller Leistung gefahren werden, was die Konkurrenzfähigkeit negativ beeinflusste. Die Antriebskraft wurde über ein von Renault modifiziertes Hewland-Getriebe an die Hinterräder übertragen. Reifenlieferant war Michelin.

## Lackierung und Sponsoring
Die RE50 erschienen dem Corporate Design Renaults entsprechend in einem hellen Gelb mit schwarzen, roten und weißen Akzenten. Hauptsponsor war Elf Aquitaine, kleinere Nebensponsoren der Uhrenhersteller Longines, die Autovermietung Europcar und Facom. Das Farbschema der Renault-Rennwagen blieb während der gesamten Zeit des ersten Werksteams von 1977 bis 1985 größtenteils unverändert.

## Galerie

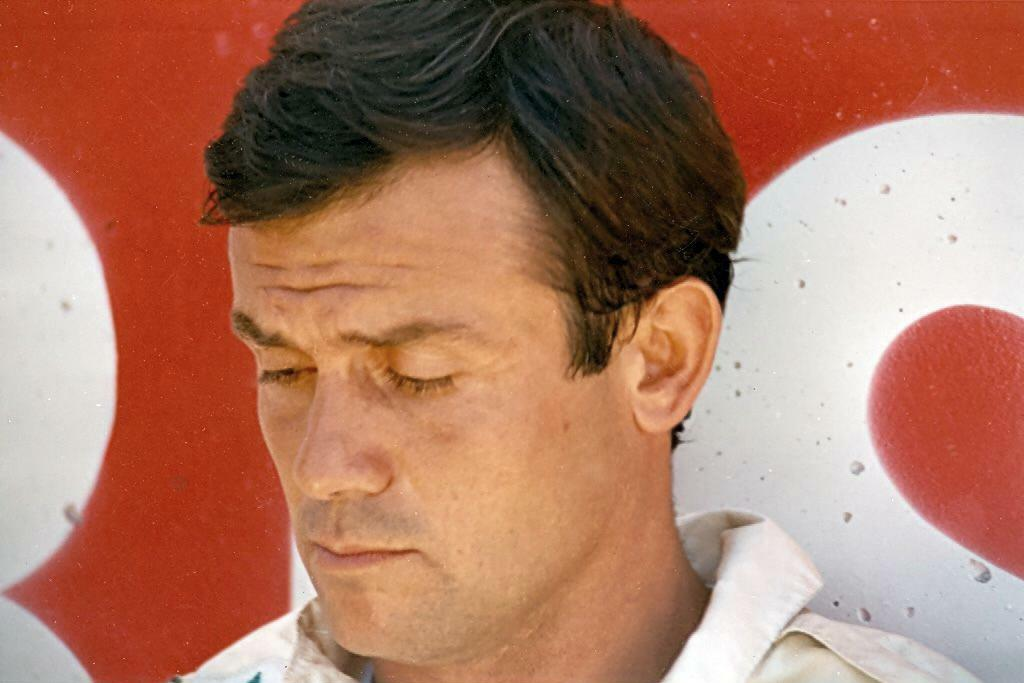
Patrick Tambay erzielte die einzige Pole-Position für Renault in diesem Jahr
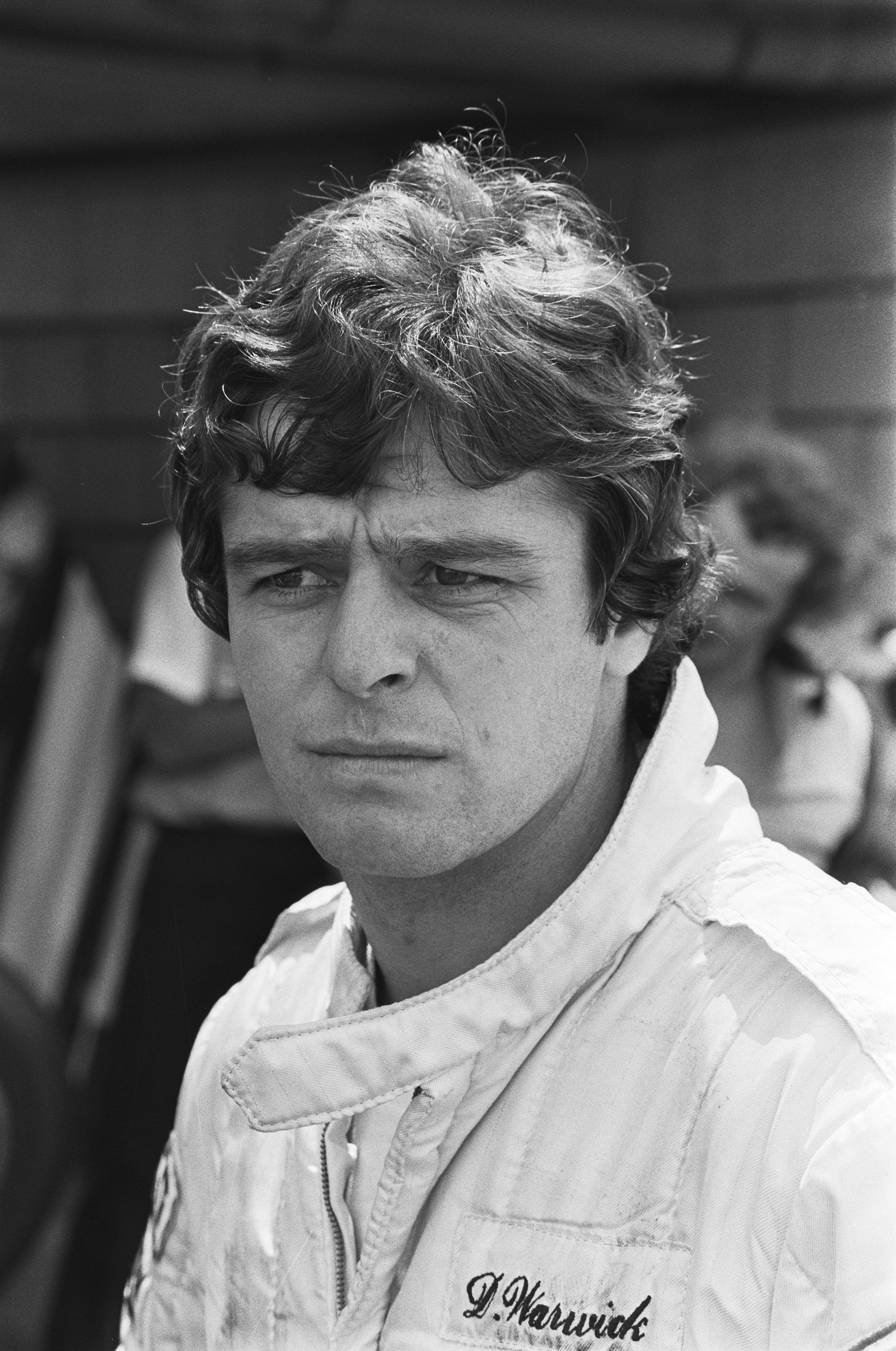
Derek Warwick hatte mit dem RE50 erstmals ein konkurrenzfähiges Fahrzeug
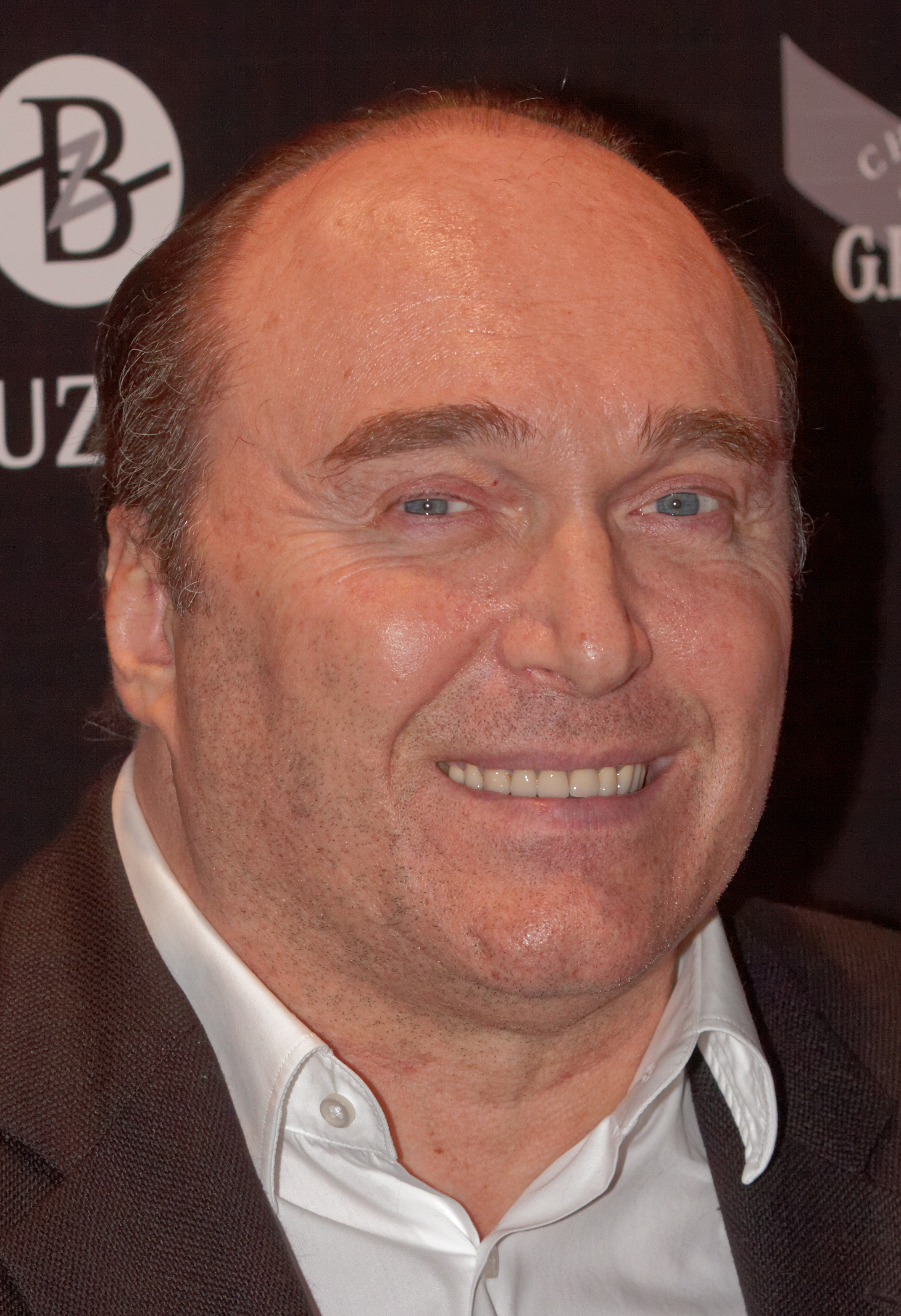
Philippe Streiff debütierte mit dem RE50 in der Formel 1
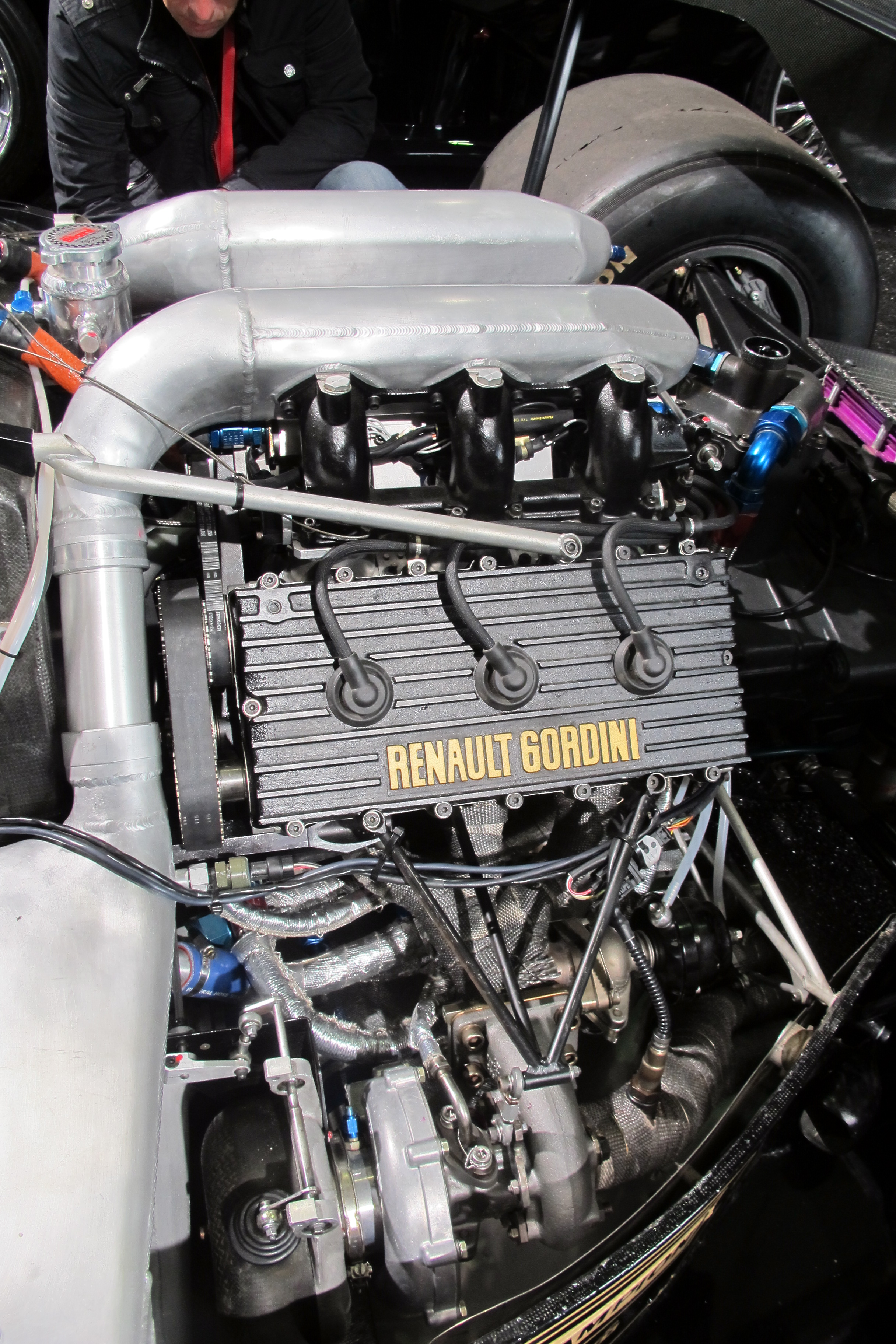
Blick auf den EF4-Motor
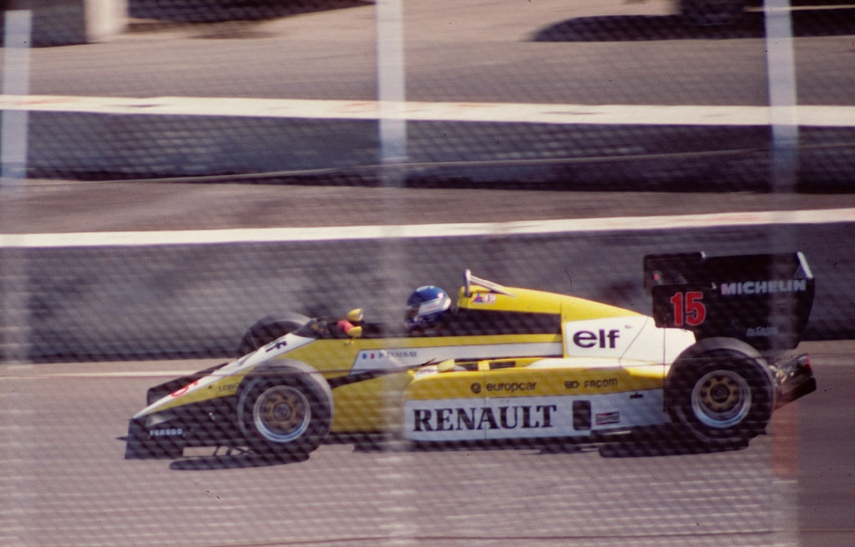
Tambay im RE50 in Dallas, 1984
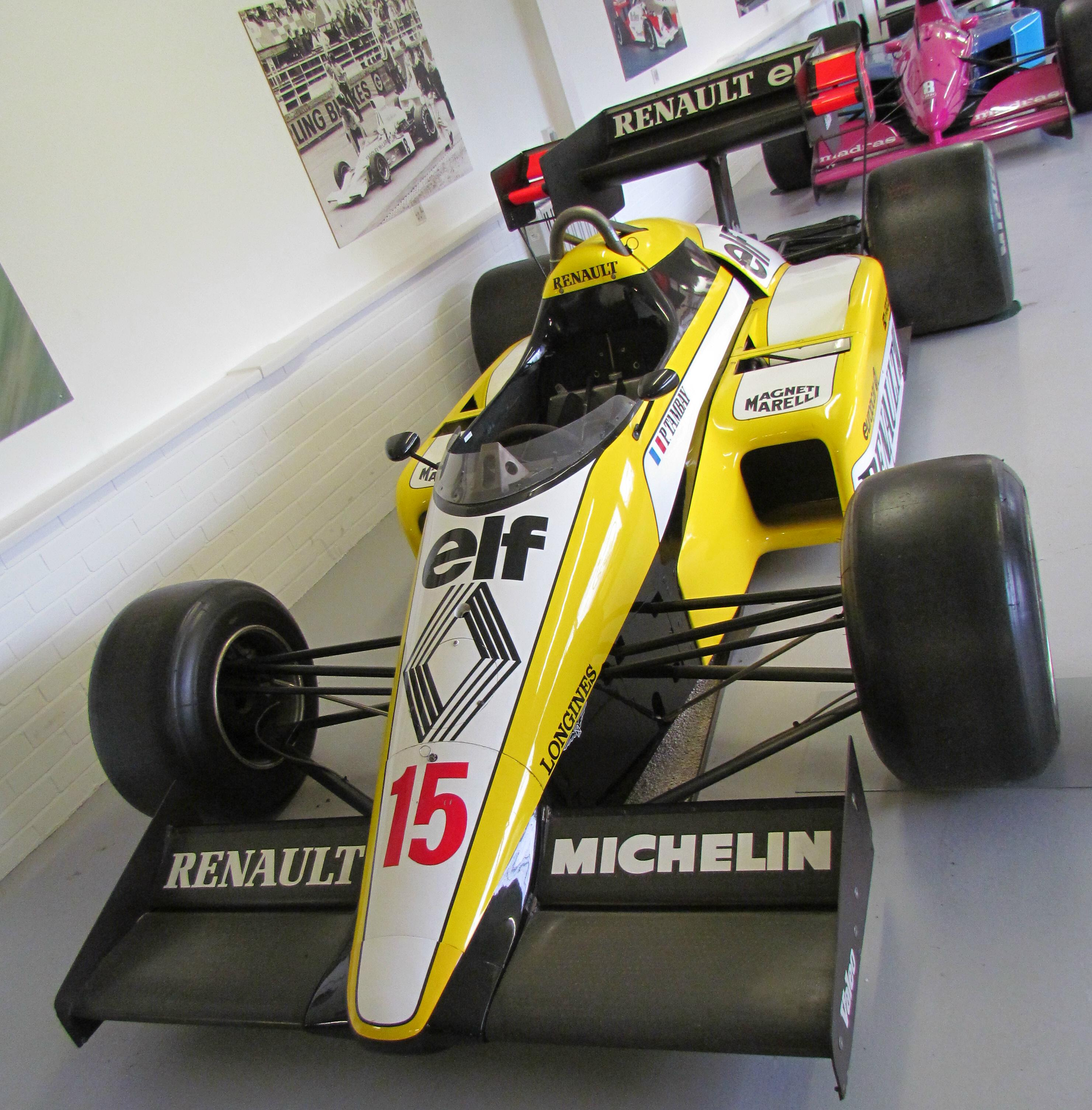
Blick auf Front …
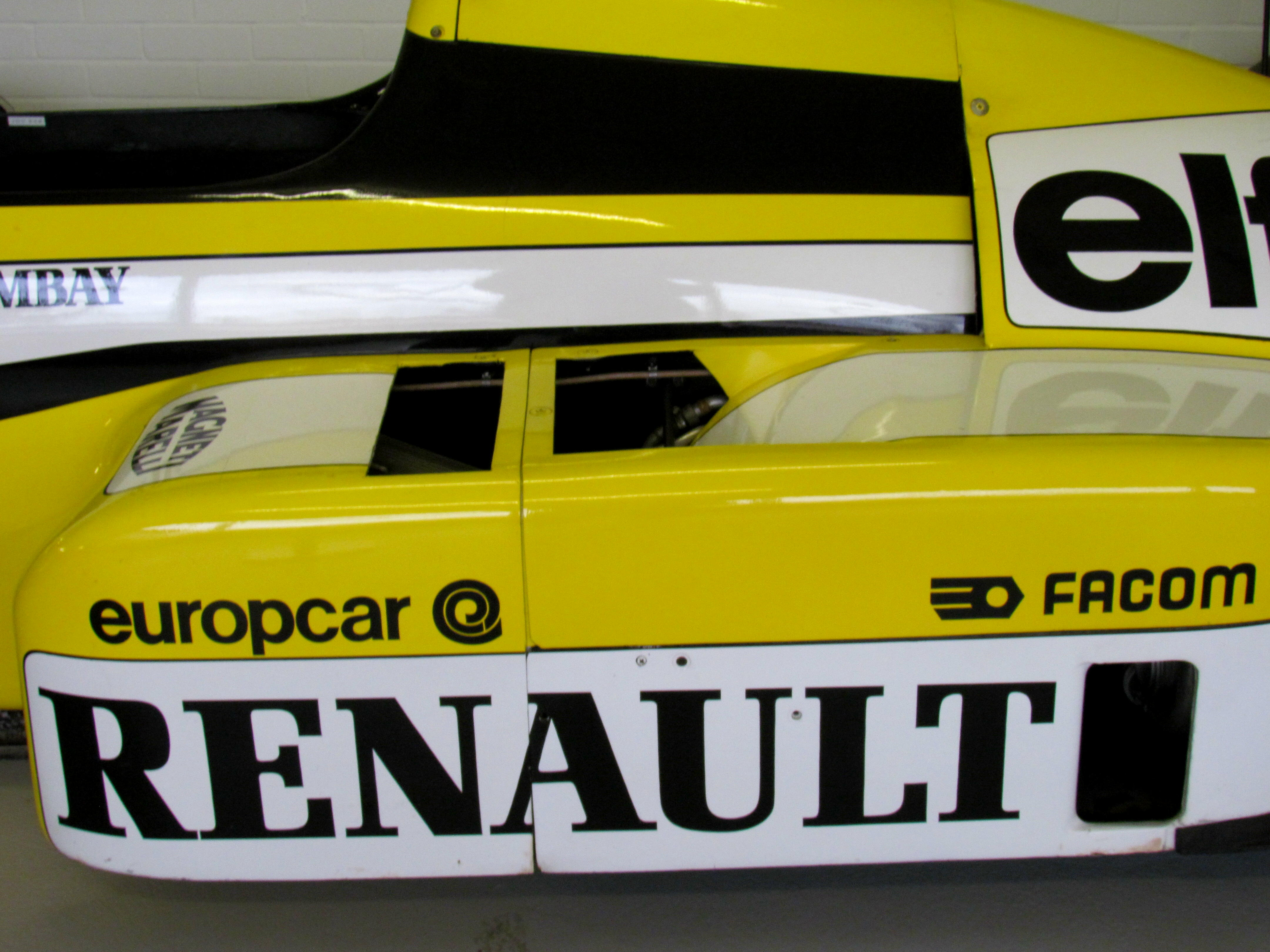
… Seite …
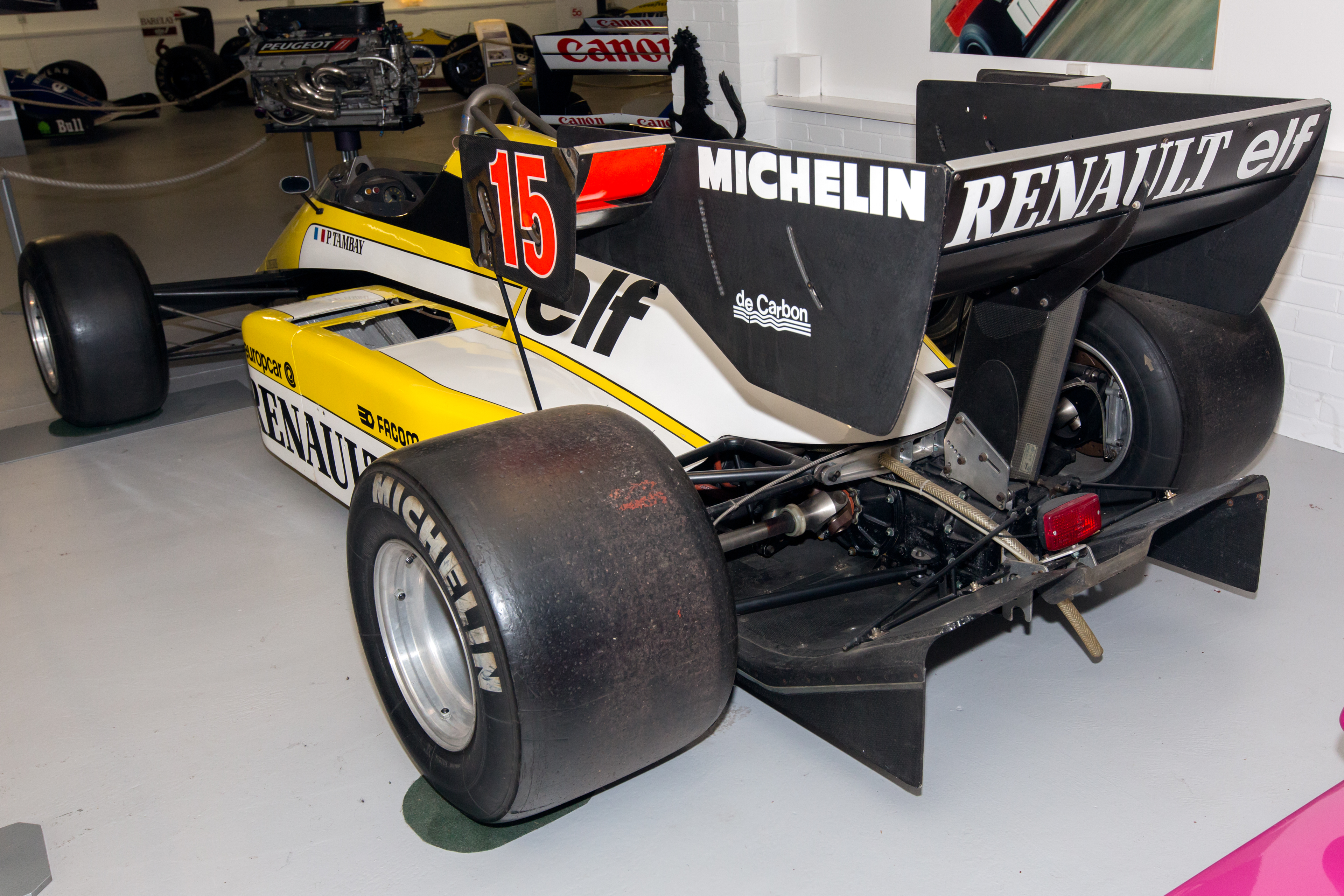
… und Heck.

## Ergebnisse
| Fahrer               | Nr.                  | 1   | 2   | 3 | 4   | 5   | 6   | 7   | 8   | 9   | 10 | 11 | 12  | 13  | 14  | 15  | 16  | Punkte | Rang |
| -------------------- | -------------------- | --- | --- | - | --- | --- | --- | --- | --- | --- | -- | -- | --- | --- | --- | --- | --- | ------ | ---- |
| Formel-1-Saison 1984 | Formel-1-Saison 1984 |     |     |   |     |     |     |     |     |     |    |    |     |     |     |     |     | 34     | 5.   |
| Patrick Tambay       | 15                   | 5   | DNF | 7 | DNF | 2   | DNF | DNS | DNF | DNF | 8  | 5  | DNF | 6   | DNF | DNF | 7   | 34     | 5.   |
| Derek Warwick        | 16                   | DNF | 3   | 2 | 4   | DNF | DNF | DNF | DNF | DNF | 2  | 3  | DNF | DNF | DNF | 11  | DNF | 34     | 5.   |
| Philippe Streiff     | 33                   |     |     |   |     |     |     |     |     |     |    |    |     |     |     |     | DNF | 34     | 5.   |

| Legende  | Legende            | Legende                                                          |
| Farbe    | Abkürzung          | Bedeutung                                                        |
| -------- | ------------------ | ---------------------------------------------------------------- |
| Gold     | –                  | Sieg                                                             |
| Silber   | –                  | 2. Platz                                                         |
| Bronze   | –                  | 3. Platz                                                         |
| Grün     | –                  | Platzierung in den Punkten                                       |
| Blau     | –                  | Klassifiziert außerhalb der Punkteränge                          |
| Violett  | DNF                | Rennen nicht beendet (did not finish)                            |
| Violett  | NC                 | nicht klassifiziert (not classified)                             |
| Rot      | DNQ                | nicht qualifiziert (did not qualify)                             |
| Rot      | DNPQ               | in Vorqualifikation gescheitert (did not pre-qualify)            |
| Schwarz  | DSQ                | disqualifiziert (disqualified)                                   |
| Weiß     | DNS                | nicht am Start (did not start)                                   |
| Weiß     | WD                 | zurückgezogen (withdrawn)                                        |
| Hellblau | PO                 | nur am Training teilgenommen (practiced only)                    |
| Hellblau | TD                 | Freitags-Testfahrer (test driver)                                |
| ohne     | DNP                | nicht am Training teilgenommen (did not practice)                |
| ohne     | INJ                | verletzt oder krank (injured)                                    |
| ohne     | EX                 | ausgeschlossen (excluded)                                        |
| ohne     | DNA                | nicht erschienen (did not arrive)                                |
| ohne     | C                  | Rennen abgesagt (cancelled)                                      |
| ohne     | keine WM-Teilnahme |                                                                  |
| sonstige | P/fett             | Pole-Position                                                    |
| sonstige | 1/2/3/4/5/6/7/8    | Punktplatzierung im Sprint-/Qualifikationsrennen                 |
| sonstige | SR/kursiv          | Schnellste Rennrunde                                             |
| sonstige | *                  | nicht im Ziel, aufgrund der zurückgelegten Distanz aber gewertet |
| sonstige | ()                 | Streichresultate                                                 |
| sonstige | unterstrichen      | Führender in der Gesamtwertung                                   |